# Chiếc nhẫn thần (hoạt hình)
Chiếc nhẫn thần (tiếng Nga: Волшебное кольцо) là một bộ phim hoạt hình cổ tích dành cho trẻ em của đạo diễn Leonid Nosyrev, ra mắt năm 1979.
Truyện phim dựa theo truyện cổ tích cùng tên của nhà văn Boris Shergin.

## Ê-kíp
- Chỉ đạo nghệ thuật: Vera Kudryavtseva
- Âm thanh: Boris Filchikov

### Lồng tiếng
- Yevgeny Leonov... Người kể chuyện
- Yury Volintsev... Vanya
- Klara Rumyanova... Zhuzha

## Vinh danh
- Liên hoan phim quốc tế Chicago (10-1982)